# Orașul bântuIT
Orașul bântuIT (titlu original «It») este un roman de groază scris de romancierul Stephen King, publicat pentru prima dată în 1986. Este una dintre cele mai lungi cărți ale sale, depășind o mie de pagini. Considerat unul dintre cele mai viscerale și grafice romane ale sale, "It" aduce în prim plan teme care vor reprezenta stilul romancierului Stephen King: puterea memoriei, puterea unui grup unit, trauma unei copilării și urâțenia din spatele unei frumuseți, totul întregit într-un oraș mic, clișeu folosit doar de fațadă.

## Povestea
Romanul prezintă povestea a unui grup de șapte prieteni din orașul Derry din statul Maine, care sunt terorizați de IT, o creatură care se prezintă ca Pennywise, clown-ul dansator, dar care poate lua forma a diferite temeri ale copiilor, în funcție de fiecare dintre ei.

## Traduceri
Cartea a fost publicată în limba româna sub titlul Orașul bântuIT de editura Nemira în trei ediții: prima ediție în 1997 (inițial în trei volume), a doua în 2004 (în doua volume: primul de 504 pagini și al doilea de 704 pagini) și a treia ediție cu copertă dură în 2013.

## Ecranizări
- It (film din 1990), regia Tommy Lee Wallace, cu Harry Anderson și Dennis Christopher
- It (film din 2017), regia Andy Muschietti, cu Bill Skarsgård și Jaeden Lieberherr
- It: Capitolul 2 (It Chapter Two) (film din 2019), regia Andy Muschietti, cu Bill Skarsgard

## Legături externe
- en  Istoria publicării lucrării Orașul bântuIT la Internet Speculative Fiction Database